# ミシェル・ンガドゥ＝ンガジュイ
ミシェル・ンガドゥ＝ンガジュイ（Michael Ngadeu-Ngadjui 、1990年11月23日 - ）は、カメルーン・バファング出身のプロサッカー選手。カメルーン代表。中国サッカー・超級リーグ・北京中赫国安足球倶楽部所属。ポジションはミッドフィールダー（MF）。

## 経歴
キャノン・ヤウンデの下部組織出身。土木工学を学ぶため、6ヶ月間ドイツに滞在した。その後はSVザントハウゼンや1.FCニュルンベルクのセカンドチームでプレーし、2014年にルーマニアのFCボトシャニに移籍した。FCステアウア・ブカレスト移籍の噂が出たが、2016年夏に50万ユーロでSKスラヴィア・プラハに移籍した。
2019年7月19日、ベルギー・ファースト・ディビジョンAのKAAヘントと4年契約を結んだ。

## 代表歴
アフリカネイションズカップ2017予選・ガンビア戦でカメルーン代表デビュー。試合には2-0で勝利した。アフリカネイションズカップ2017では全試合フル出場し優勝に貢献、自身も同大会のベスト18に選ばれた。

### ゴール[6]
| #  | 開催日        | 会場                         | 対戦国       | スコア | 結果 | 試合概要                       |
| -- | ------------- | ---------------------------- | ------------ | ------ | ---- | ------------------------------ |
| 1. | 2017年1月18日 | スタッド・ダンゴンジェ       | ギニアビサウ | 2–1    | 2–1  | アフリカネイションズカップ2017 |
| 2. | 2017年2月2日  | スタッド・ド・フランスヴィル | ガーナ       | 1–0    | 2–0  | アフリカネイションズカップ2017 |

## タイトル

### クラブ
SKスラヴィア・プラハ
- フォルトゥナ・リガ : 2回 (2016-17, 2018-19)

- MOLカップ : 2回 (2017-18, 2018-19)

### カメルーン代表
- アフリカネイションズカップ: 1回: 2017[7]

### 個人
- アフリカネイションズカップ2017ベスト18